# トライアンフ・TR4
トライアンフ・TR4（Triumph TR4）はトライアンフ・モーター・カンパニーが1961年から1965年まで製造したスポーツカー。TR3Aの後継車種として、TR4のシャシーとドライブトレインはTR3Aに非常に密接に関連したものだったが、ジョヴァンニ・ミケロッティによってデザインされた最新のボディをそなえていた。

## 開発
トライアンフはTR3の後継車種の計画を1956年前半に開始した。当時、同社は複数の課題に直面していた。開発資金の不足は、トライアンフのトラクター部門をカナダのマッセイ・ハリス社に売却したことである程度解消された。長らく延期されていた小型セダンの刷新は再設計の方向性に同意できなかったチーフデザイナーのウォルター・ベルグローヴの退社によって更に面倒なことになった。
ジョヴァンニ・ミケロッティを紹介されたのち、トライアンフ取締役社長のアリック・ディックはこのイタリア人デザイナーにイギリス企業のためにコンセプトカーを製作するよう依頼した。ミケロッティはこれに答えて「TRドリームカー」とも呼ばれるトライアンフ TR3 スペチアーレを製作した。
未改造のTR3のシャシー上にヴィニャーレが製作したミケロッティのTRドリームカーにはテールフィン、車幅一杯のフロントグリル、フロントフェンダー前方の庇付きのヘッドライト、ツートーンカラーの塗装処理など、当時のアメリカ車のスタイルが多く取り入れられていた。TR3 スペチアーレは1957年3月のジュネーブ国際モーターショーでお披露目された。トライアンフは、この車を量産するには費用がかかりすぎると判断したが、新しいトライアンフ・ヘラルドのデザインをミケロッティに依頼した。
1957年後半、スタンダート＝トライアンフ社はミケロッティにTRの改良版の本格的な提案を依頼した。
TR3Aのシャシーを使ったコードネーム「ゼスト」（Zest）と名付けられたプロトタイプは1958年までに完成した。「ゼスト」はは車幅いっぱいのボディスタイルを採用し、ヘッドライトは側面から差し込まれ、グリルの高い位置に設置されてボンネットの上に立ち、ライトの上にはカウルのような形状になっていた。
その頃、トライアンフの競技部門は、のちに当時のイギリスの人気女優ノーマ・アン・サイクスにちなんで「サブリナ」と名付けられた、DOHC機構を備えた直列4気筒エンジンで、160 hp (119 kW)を発揮すると予想されていた開発ラベル「20X」と言う新しい高性能エンジンに取り組んでいた。このエンジンを搭載するためにTR3よりもトレッドを10cm広げ、ホイールベースを15cm延長したシャシーが作成された。
1958年後半にトライアンフはミケロッティに20X用に開発されたシャシー向けのボディの製作を依頼した。「ズーム」（Zoom）と名付けられた新しいボディは車幅いっぱいのボディスタイルと巻き上げ式のサイドウィンドウがついたドアがついており、ヘッドライトはフロントフェンダー上部に移されていた。1959年までに1台のオープンカーと、1台の脱着式ルーフを備えたクーペのプロトタイプが完成した。
「ズーム」ボディは、20X DOHCエンジンを与えられて3台がTRSレースマシンとして1960年のル・マン24時間レースに出場した。3台はフォーメーションゴールを披露したが、規定走行距離に達していなかったのでリザルトには記載されなかった。3台の車両はは改良されて1961年のレースに再び出場し、総合9位、11位、15位でゴールし、トライアンフはメーカーチーム賞を獲得した。
1960年の中頃までに、トライアンフは676,000ポンドの費用でTRシリーズの後継として「ゼスト」と「ズーム」の2タイプを得ることとなった。当初、「ゼスト」がTR3の後継として構想され、「ズーム」は高級モデルとしての生産が検討されていた。「ズーム」を見たトライアンフの一部の人々はこれを次のTRにしたいと考えたが、デチューン版20Xエンジンの製造コストが原因でプロジェクトは打ち切られた。
最終的に経営陣は「ゼスト」も「ズーム」もターゲット市場への対応が不十分だと判断し、TR4の最終設計は「ゼスト」をベースにしつつもより広いトレッド幅やオプションのハードトップなど、「ズーム」のコンセプトの一部を組み込んだものとなった。

## 特徴

### ボディとシャシー
トライアンフのスピーク工場で生産されたTR4の新しいボディでは、従来のTRシリーズの切り下げられたドアのデザインと斜めに傾斜したトランクリッドが廃止された。背の高いドアの採用で従来のサイドカーテンに替えて巻き上げ式サイドウィンドウの設置空間が確保できたことでTR4は本格的なコンバーチブルとなった。より高く、より角張ったリアボディラインによってスポーツカーとしては広々としたトランクスペースを確保できた。
ボンネットには2基のキャブレターを避けて膨らんだパワーバルジ（「バブル」）が片側に寄って設けられている。初期モデルではバブルは短かったが、製造番号CT 6429以降は前後に長いものになった。

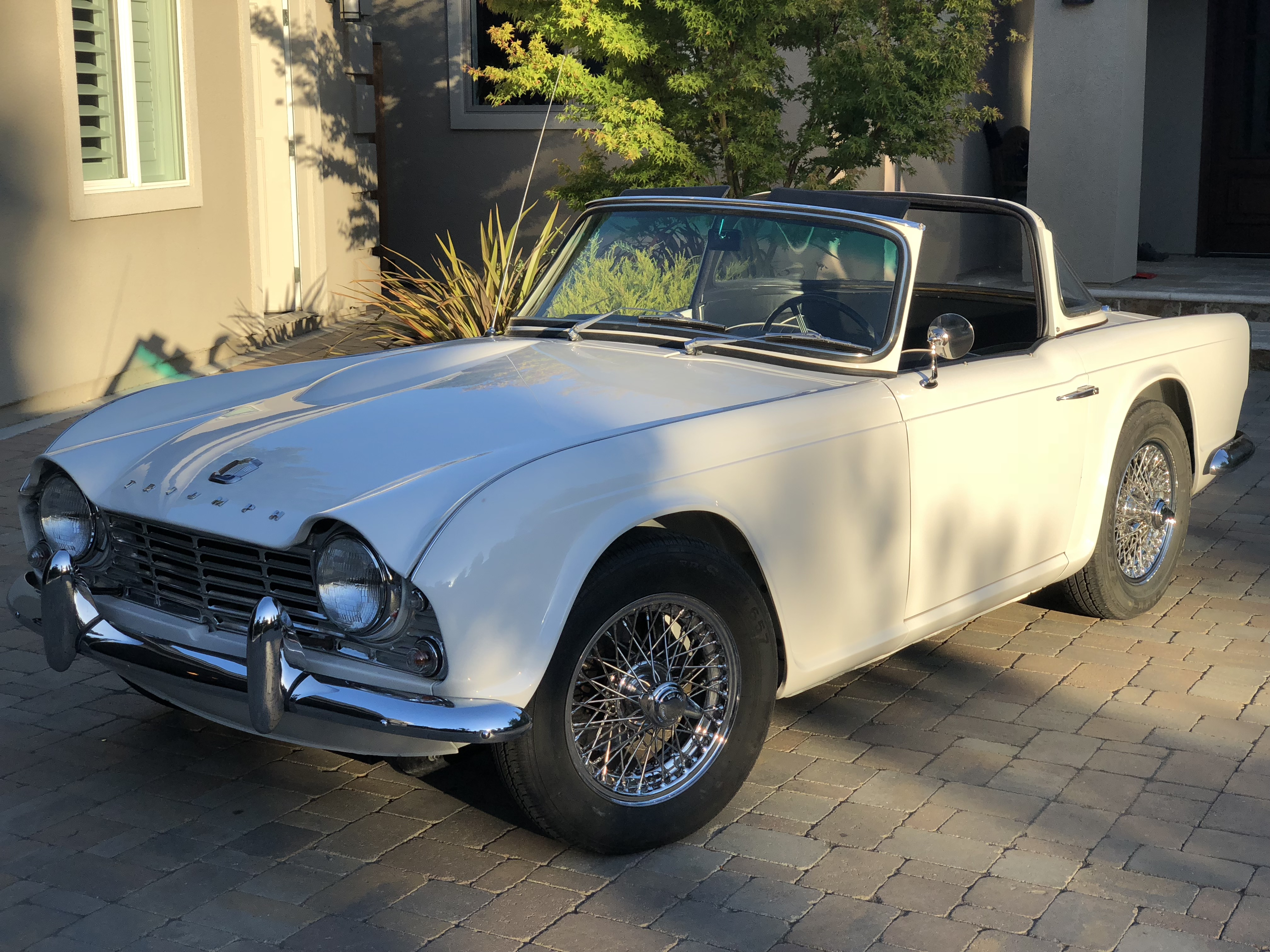
ルーフパネルを取り外したハードトップ

TR4にはロールバーと一体化されたガラスのリアウィンドウと、着脱自在のルーフパネル（最初の500セットはアルミ製、以降はスチール製）を備えたオプションのハードトップが用意された。これは「ズーム」プロトタイプの 1 つに搭載された、量産車初のルーフ システムであり、ポルシェ・911/912のタルガよりも5年先行していた。TR4ではリジッドなルーフパネルの代わりに保持枠付きのビニールルーフを使うことができたが、これは取り外したリジッドパネルを車内に格納できないのに対してビニールルーフは格納可能なためだった。メーカーはリジッドルーフとリアウィンドウの一式を「ハードトップ・キット」として販売し、ビニールルーフとフレームの組み合わせは「サリー・トップ」と呼んだ。

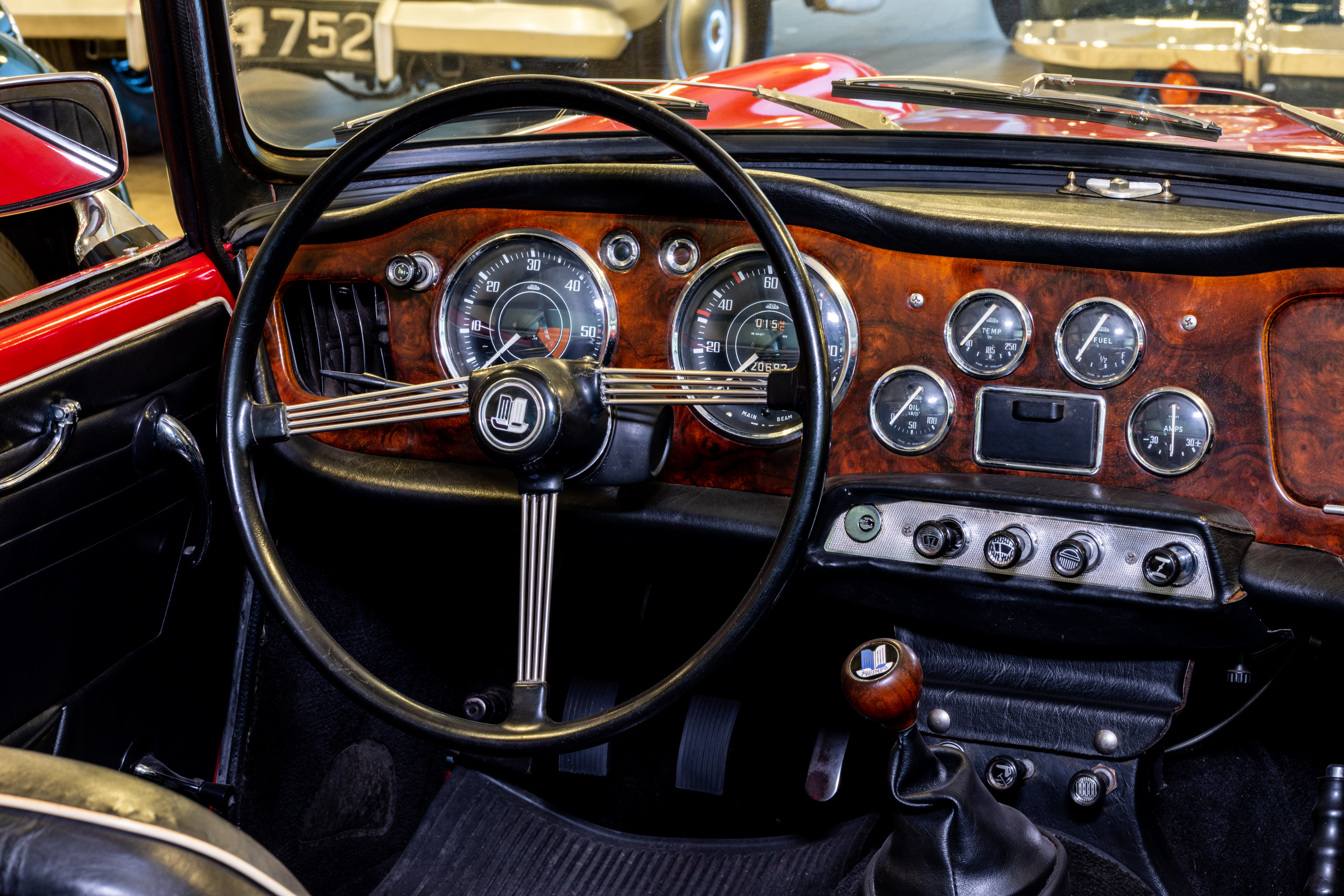
フェイシア

改良されたインテリアにはフェイシアに設けられた調節式のベンチレーションとコラプシブルステアリングコラムが導入された。このような特徴は、特にTR4の大部分が販売された重要な市場である米国で競争力を維持するために必要なものと考えられていた。
TR4は、TR3と基本的に同形状で中央部分にX字型の補強部材がついたラダーフレームを採用していた。ホイールベースは2,238 mmでTR3と同一だったが、トレッド幅は前が102 mm、後ろが64 mm拡大されていた。

### パワートレイン

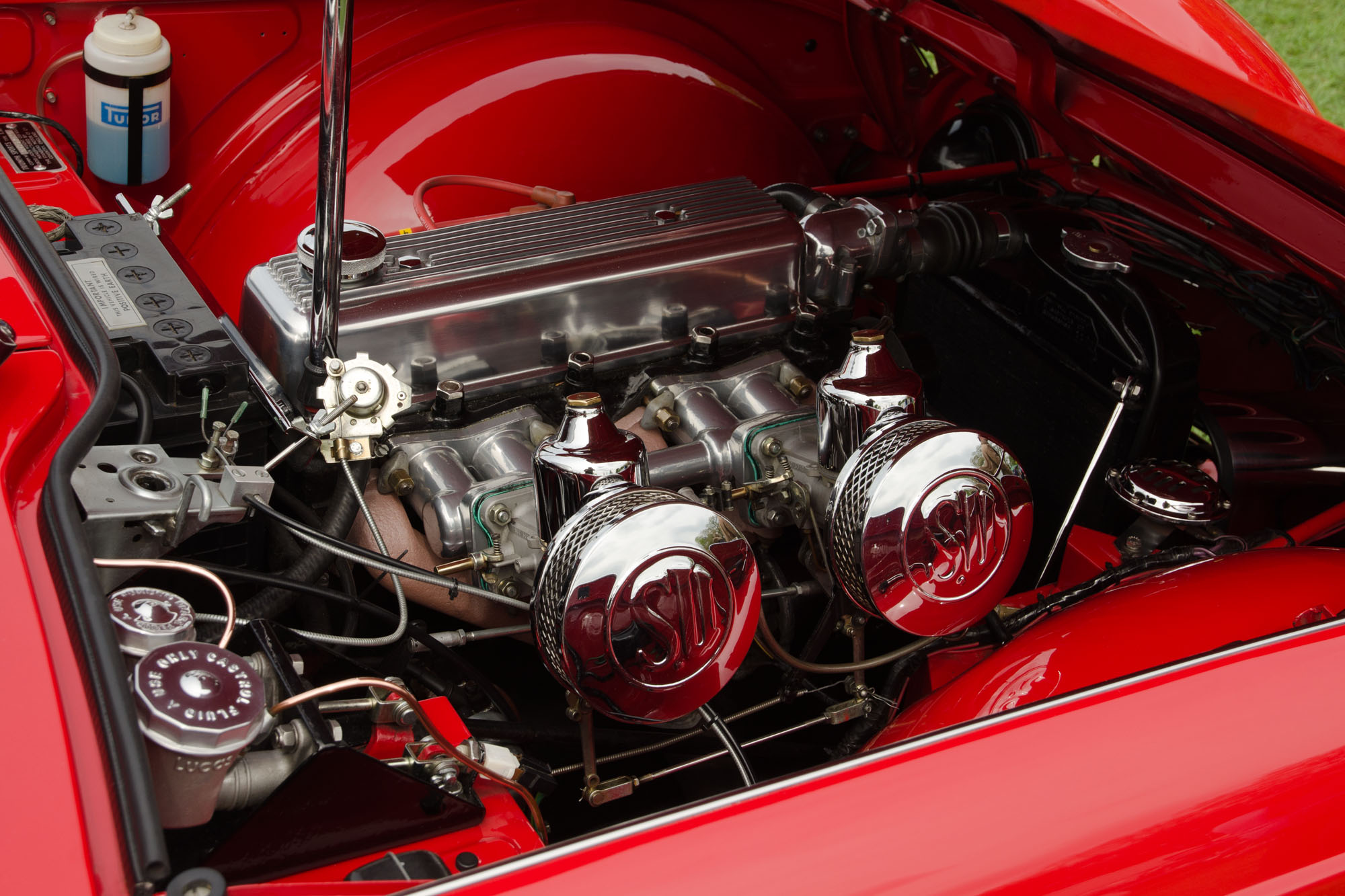
SUキャブレターを備えたTR4のエンジン

TR4は、TR2およびTR3と同じスタンダード・ウェットライナー直列4気筒エンジンを使用していたが、ボアを83 mmから86 mmに拡大することで排気量は1991 ccから2138 ccに増大されていた。鋳鉄製のクランクケースは3ベアリング式で、鋳鉄製のシリンダーヘッドにはクランクケース上のカムシャフトからプッシュロッドとロッカーアームを介して駆動されるバルブが各気筒2個ずつ備わっていた。1991 ccのエンジンは、当時の2リッター未満のクラスでレースに参加するオーナーのために無償オプションとして用意されていた。工場では、時期によってSU H6キャブレターないしゼニス＝ストロンバーグ CD175キャブレター各1基が組み込まれた。
前進4速＋後退1速のマニュアルトランスミッションは、1速にシンクロメッシュが設けられていなかったTR3のものから改善されて前進のすべてのギアにシンクロメッシュが設けられた。それに加えて、オプションのレイコック・デ・ノーマンヴィルの電動式オーバードライブを2,3,4速で動作させることが可能だったため、TR4は実質的に7速のクロスレシオ変速機を有することができた。

### 足回り
TR4のフロントサスペンションは、テレスコピックダンパーを備えたダブルウィッシュボーンとなっていた。生産中の設計変更でアッパーウィッシュボーンが滑らかになったことでフロントサスペンションのジオメトリーが変更され、フロントブレーキキャリパーとパッドのサイズも変更された。
リアサスペンションは半楕円リーフスプリングとレバーアーム式ダンパーを組み合わせたリジッドアクスルとなっていた。
TR4では、以前のモデルのカム＆レバー式のステアリングからラック＆ピニオン式ステアリングに改められた。
TR4には、当初は15x4.5インチのスチールホイールが組み合わせれていた。オプションで48本のスポークを使ったスポークホイールも用意されており、3種類の外観仕上げが選択できた。即ち、ボディ同色塗装（まれ）、エナメル焼付（つや消しシルバーでクロームメッキのセンターキャップ、もっとも一般的）、つや消しないしつや有りのクロームメッキ（当初はまれだったが、現在では一般的になっている）の3種類である。当初、もっとも一般的に組み合わされたタイヤは590-15サイズのバイアスタイヤか、オプションのラジアルタイヤだった。かつて、15x5.5インチないし15x6インチのサイズのAmerican Racingの軽合金ホイール (マグネシウム＋アルミニウム) がオプションとして米国で提供されていた。

## 生産と販売

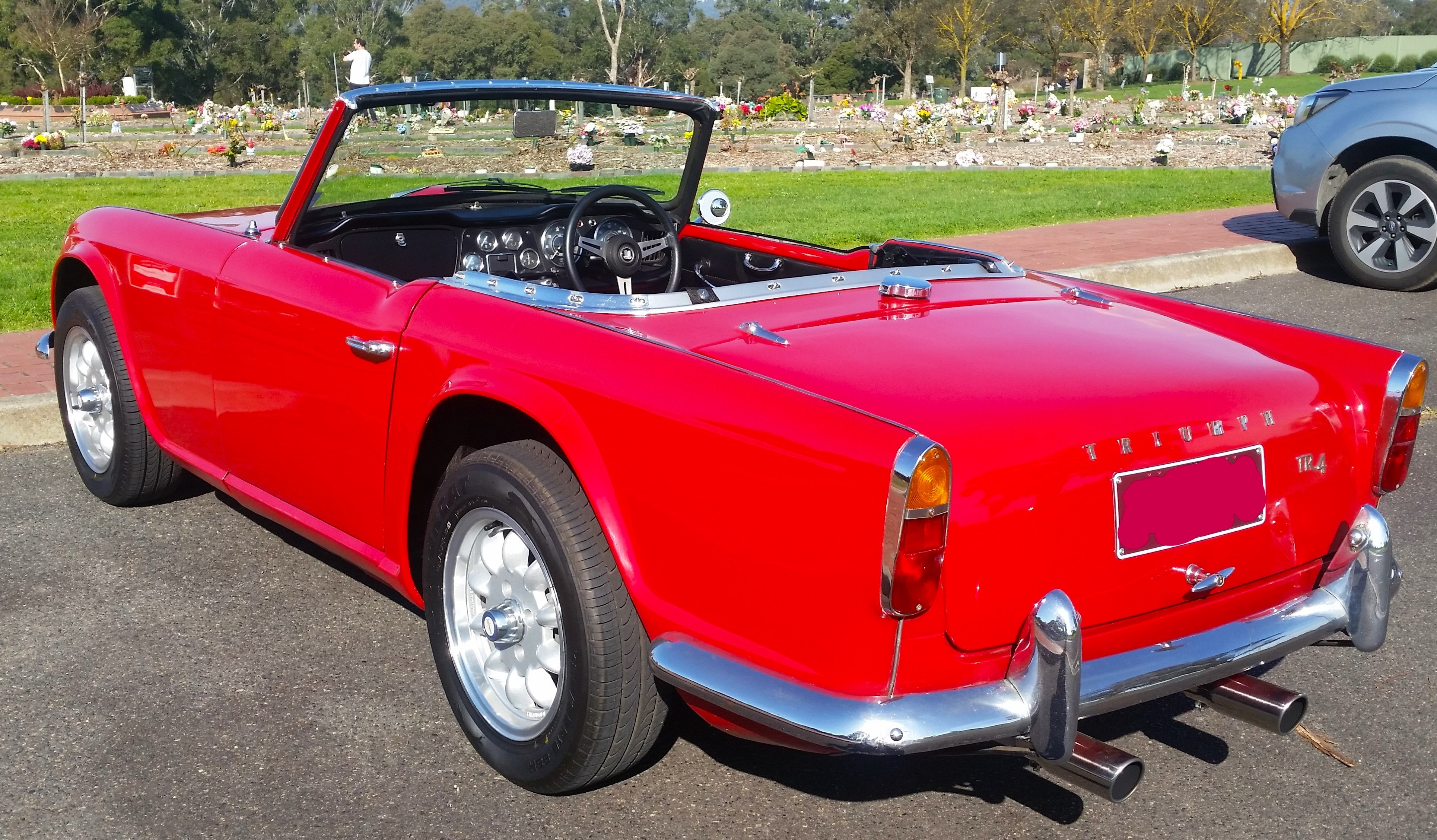
「シグナル・レッド」はTR4で人気のある車体色

最初の量産型TR4は1961年7月18日に組み立てられ、製造番号CT1が与えられた。製造番号CT40304の最後の1台は1965年1月6日に組み立てられた。最後の組み立てはコヴェントリー近郊のトライアンフのカンリー・フレッチャムステッド工場で行われた。TR4はベルギーのメヘーレンと、ドゥカティが所有するイタリアのボルゴ・パニーガでもコンプリート・ノックダウン（CKD）キットから組み立てられた。
アメリカのトライアンフの代理店がTR4の最新スタイリングを顧客が受け入れないかもしれないと懸念したため、アメリカ市場向けに1961年とその翌年に一般にTR3Bと呼ばれる特別なTR3が生産された。このモデルはボディとシャシーはTR3Aのものを流用しているが、2138 ccのエンジンと、フルシンクロのギアボックスはTR4のものが使用された。
少数のTR4がマンチェスター市およびサウスエンド・オン・シー自治区の警察署によって「高速追跡車」として使用された。
5年間の生産期間中にわずか40,253台のTR4が組み立てられ、37,661台が海外市場（主に米国）で斑馬され、国内販売は2,592台だけだった。これと比較して、TR2は1953年から1955年の3年間に8,635台が販売され、74,800台のTR3が1955年から1962年の8年間に、94,500台のTR6が1968年から1976年の9年間に、そして111,500台のTR7が1975年から1981年の7年間に販売された。
2022年第2四半期現在、イギリスの免許自動車ライセンス局には約953台のライセンスと216台の自動車税支払い中のTR4が登録されている。

## 主要諸元
| トライアンフ TR4                                     | 詳細： |
| ---------------------------------------------------- | --- |
| エンジン：                                           | スタンダード・ウェットライナー直列4気筒エンジン |
| ボア×ストローク：                                    | 86 mm × 92 mm (3.386 in × 3.622 in) |
| 排気量：                                             | 2,138 cc (130.5 cu in) |
| 最大出力：                                           | 100 bhp (74.6 kW)（4,600 rpm） |
| 最大トルク：                                         | 127 ft⋅lb (172.2 N⋅m)（3,350 rpm） |
| 圧縮比：                                             | 9.0:1 |
| バルブ駆動：                                         | シングルカム・イン・ブロック、プッシュロッド、ロッカーアーム、気筒あたり2オーバーヘッドバルブ                                                                                            |
| 吸気：                                               | ストロンバーグ 175CD キャブレター 2基 or SU H6 キャブレター 2基 |
| 冷却：                                               | 水冷 |
| トランスミッション：                                 | 後退付き4速マニュアル（オーバードライブはオプション） |
| 最終減速比：                                         | 3.7:1（オプションで4.1:1） |
| ステアリング：                                       | アルフォード&アドラー ラック・アンド・ピニオン |
| ロック・トゥ・ロック：                               | 2.5 |
| 最小回転半径：                                       | 33 ft (10.1 m) |
| ブレーキ 前/後：                                     | ガーリング ディスク/ドラム |
| サスペンション 前：                                  | ダブルウィッシュボーン、コイルスプリング、テレスコピックダンパー |
| サスペンション 後：                                  | リジッドアクスル、半楕円リーフスプリング、レバーアーム・ダンパー |
| ボディ/シャシー：                                    | 鋼板ボディおよび鋼板ラダーフレーム |
| トレッド幅 前/後：                                   | 49 / 48 in (1,245 / 1,219 mm)（スチールホイール） 50 / 49 in (1,270 / 1,245 mm)（スポークホイール）                                                                                      |
| ホイールベース：                                     | 88.1 in (2,238 mm) |
| タイヤ：                                             | 5.5/5.90x15 / 165x15（ミシュラン X） |
| 全長 全幅 全高：                                     | 156.0 in (3,962 mm) 57.5 in (1,461 mm) 50.0 in (1,270 mm) |
| 車重：                                               | 2,128 lb (965 kg) |
| 容量： 燃料： 冷却液： エンジンオイル： ギアオイル： | 14 US gal (53.0 l; 11.7 imp gal) 16.8 US pt (7.9 l; 14.0 imp pt) 13.2 US pt (6.2 l; 11.0 imp pt) 1.8 US pt (0.9 l; 1.5 imp pt) (non-overdrive) 4.2 US pt (2.0 l; 3.5 imp pt) (overdrive) |
| 燃費：                                               | 22.5 mpg‑imp (8.0 km/l) |
| 最高速：                                             | 103 mph (166 km/h) |

## 性能
| 加速                   | 時間   |
| ---------------------- | ------ |
| 0–30 mph (0–48 km/h)   | 3.7秒  |
| 0–50 mph (0–80 km/h)   | 8.3秒  |
| 0–60 mph (0–97 km/h)   | 10.9秒 |
| 0–80 mph (0–129 km/h)  | 20.9秒 |
| 0–90 mph (0–145 km/h)  | 28.2秒 |
| 0–100 mph (0–161 km/h) | 46.3秒 |

## モータースポーツ
TR4は、主に狩るフォリニアのエンジニアであるカス・カストナーと、彼のトップドライバーであるボブ・テュリウスの努力によってアメリカでの数々のレースで成功を収めた。
1961年にジョージ・ウォルトマンとニック・コーンが運転する製造番号CT 7LのTR4がセブリングでクラス優勝し、総合でも30位を獲得した。1962年にTR4がSCCAのナショナル・チャンピオンシップの量産Eクラスで優勝したあとで、SCCAはTR4を量産Eクラスにクラス変更したが、1963年とその翌年にそのクラスでもテュリウスが優勝した。TR4が発表されてまもなく、カストナーはニューヨーク市のトライアンフの広告部門のマイク・クックと会談し、1963年のセブリング12時間レースに出場するために、3台の新しいTR4を提供するように説得した。車両の準備はカストナーがトライアンフのサービス・スーパーバイザーをつとめるカリフォルニアで1962年9月に始められた。その後、車両は1963年3月の耐久レースに向けてフロリダに運ばれた。出場ドライバーはイギリスのマイク・ロスチャイルドとピーター・ボルトン、ボブ・テュリウス、チャーリー・ゲイツ、エド・ディール、ボブ・コール、ブルース・ケルナーおよびジム・スペンサーで、出場65台中の22位、24位および35位でフィニッシュし、2.5GTクラスの1位、2位および4位を獲得した。これが、カストナーが数年間率いたトライアンフの競技部門の創世記であり、TR4の宣伝とマーケティングに使用された。翌年の1964年のセブリング12時間レースではプライベーターのTR4が最下位に終わり、カストナーは1966年に入念に準備した4台のTR4でセブリングに戻り、そのうちの3台がクラス優勝を果たした。1966年のセブリングで、テュリウスは最高度にチューンされた車両のピストントラブルでゴールすることができなかった。TR4Aにとっての最大のレースでの勝利は、おそらくカストナーが準備してチャーリー・ゲイツが運転し、フェラーリやその他の準備されたレーシングカーを相手にしたデイトナで1965年のSCCA 改造Dクラスでの優勝だろう。
1964年にトライアンフのファクトリーチームはカナダのシェル4000ラリーに3台のTR4をエントリーした。これらのワークスマシンは車体強度の向上と軽量化のためにシャシーに補強部材が追加されるとともにボディにアルミパネルが使用されていると報じられた。米国に運ばれた後、ニューヨークでカストナーによってエンジンが調整されるとともに軽量のマグネシウムホイールが組み付けられた:118。このラリーでは良い成績を残せなかったものの、ラリーを経験した車体は非常に価値の高いものとなり、そのうちの1台は英国のレヴィントンTRの経営者であるニール・レヴィントンの所有となった。そして、TR4は60年代前半から中頃にかけてヨーロッパとイギリスで人気のラリーカーとなり、今でもヨーロッパ各地のビンテージラリーイベントではさまざまなレプリカがプライベーターによって出走している。
TR4はビンテージスポーツカーイベントのレースに引き続き出場しており、1991年にSCCAのクラスチャンピオンシップを獲得した。オーストラリアでは、TR4はヒルクライムやさまざまなクラブラリー、サーキットレースなどのイベントでよく見かけられた。

## TR4A
1965年、TR4の後継車種としてTR4Aが発表された。TR4Aは外見上はTR4とほぼ同じように見えるが、大幅に改善されたシャシー、独立懸架式のリアサスペンション（IRS）、拡大された前後トレッド幅および内外装の多数の変更などが施されていた。米国で販売されたTR4Aのうち、IRSを備えたものは約25%ほどで、残りは改善されたシャシーにTR4と同様のリジッドアクスルを搭載したものだった。

## ダヴGTR4

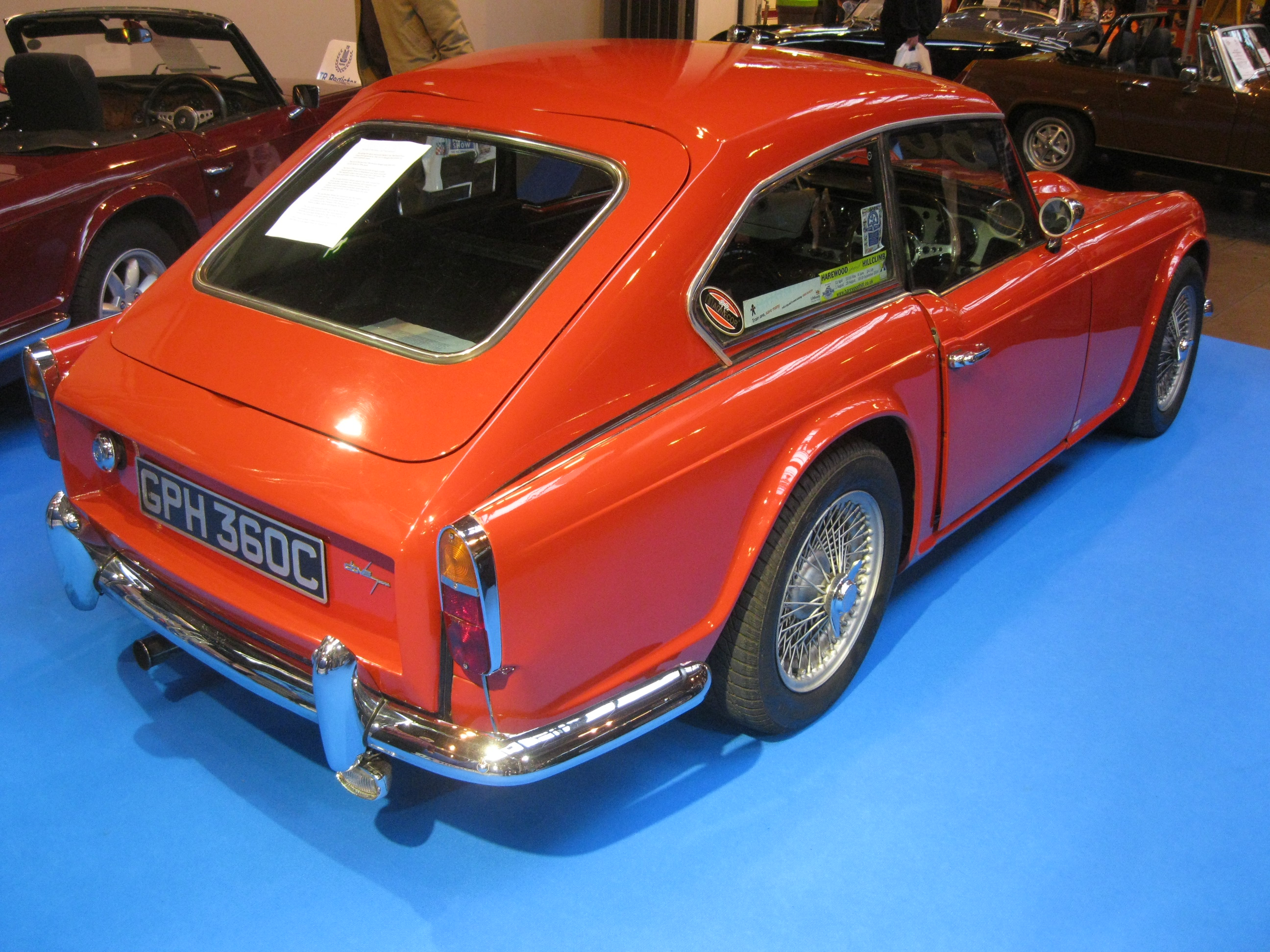
斜め後ろから見たダヴGTR4

ロンドンのウィンブルドンにある自動車ディーラー、L.F.ダヴ株式会社が企画したハードトップクーペのダヴ（Dové）GTR4およびGTR4Aは合計43台が製造された。スタンダードなTR4からの改造は、サンビーム・アルパインを同様に改造したハリントン・アルパインで知られるコーチビルダーのハリントン・モーター・ボディワークスが担当した。オープンカーであるTR4のより耐候性の高い代替品として考案されたダヴは、ダヴ社がGTカー市場に参入する手段を提供した。同社は車名末尾のeにアクセント符をつけて Dové としたが、通常は発音されることはない。
ダヴには冷間始動を助けるためにエンジンのウォータージャケットにヒーターが装備されていた。着色されたスイングダウン式の透明なアクリル製のサンバイザーがカスタム装備されていた。前席の後ろに2席の補助座席が設置され、もともとのTR4の内装にマッチした素材で覆われていた。一部のモデルには、周囲がリベット留めされた木製リムのホイールが取り付けられ、フロントバンパーバーの下には補助ランプが取り付けられていた。グラブコンパートメントドアには "Dové" と記されたメタルステッカーが貼り付けられていた。トランクライナーの下の左側にもダヴのロゴ入のバッジが取り付けられていた。サイドウィンドウのガラスは新しいルーフラインに合わせて上端が直線的な形状に改められた。一部のモデルにはジャック・ブラバム・モータースやロンドンのレイストール・エンジニアリングによってバランス取りが施されたエンジンが搭載されており、これは販売カタログでオプションとして提示されていた。1台1台のダヴは個別注文で作られており、車体ごとに多少の相違があり、1250ポンドと高額だった。ほとんどのダヴはTR4から改造されていたが、一部のパンフレットにはTR4Aをもとにしたバージョンの写真が掲載されていた。
ダヴの空力特性は130km/hから160km/hへの加速で、オープンモデルのTR4と比べて良好な特性を示した。1台のダヴがオーストラリアのメルボルンにあるオーストラリアン・モーター・インダストリーズを通じて販売のため輸出された。ダヴの路上テストの結果がオートカー誌1963年6月7日号とオートスポーツ誌1963年7月12日号に掲載された。最大で12台のダヴが現存していることが判明している。

## 関連資料
- Robson, Graham (1 November 1996). Triumph TRS — The Complete Story. Crowood Press. ISBN 978-1861260147
- Piggott, Bill (11 January 2016). Original Triumph TR: The Restorer's Guide to TR2, TR3, TR3A, TR3B, TR4, TR5, TR250, TR6. Herridge & Sons, Ltde.. ISBN 978-1906133689